# Björkénska priset
Björkénska priset är en vetenskaplig utmärkelse som delas ut av Uppsala universitet. Priset, som är en av Uppsala universitets förnämsta vetenskapliga utmärkelser, går till framstående forskare inom naturvetenskap och medicinens teoretiska grenar.
Utdelningen av priset sker efter en speciell ordning till någon av grupperna: botanik, zoologi och landskapsplanering, - kemi, mineralogi, metallurgi och geologi, - fysik, mekanik och ingenjörsvetenskap, samt den medicinska vetenskapens teoretiska grenar. Pristagarna utses av universitetets konsistorium.
Priset skall enligt testamentet ges:
"som belöning för framstående vetenskaplig forskning eller sådana på vetenskaplig grund vilande arbeten – vare sig upptäckter, uppfinningar eller fruktbärande förbättringar – som hedra svensk forskning eller kunna bidraga till fosterlandets materiella förkovran". 
Medlen till priset kommer från en donation av läkaren och universitetsläraren John Björkén 1893. Priset delades ut första gången 1902 på Björkéns dödsdag den 16 december.
Priset delas årligen ut vid Uppsala universitets vinterpromotion i januari.

## Pristagare
- 1902 – Tycho Tullberg
- 1903 – Olof Hammarsten
- 1904 – Alfred Törnebohm
- 1905 – Knut Ångström
- 1906 – Allvar Gullstrand
- 1907 – Arvid Högbom
- 1908 – Gustaf Gröndal
- 1909 – August Hammar
- 1910 – Ivar Fredholm
- 1911 – Gottfrid A. Adlerz och Herman Nilsson-Ehle
- 1912 – Sven Gustaf Hedin
- 1913 – Henrik Munthe och The Svedberg
- 1914 – Carl Wilhelm Oseen
- 1915 – Carl Thore Mörner
- 1916 – Svante Murbeck
- 1917 – Gerard De Geer
- 1918 – Alfred Pettersson
- 1919 – Carl Wilhelm Oseen och Manne Siegbahn
- 1920 – Oscar Juel
- 1921 – Ivar Broman
- 1922 – Ernhold Hede och Sven Odén
- 1923 – Manne Siegbahn och The Svedberg
- 1924 – John Forssman och Gustaf Göthlin
- 1925 – Elias Melin och Erik Stensiö
- 1926 – The Svedberg
- 1927 – Torsten Thunberg
- 1928 – Carl Wilhelm Oseen
- 1929 – Erik Stensiö
- 1930 – Göran Liljestrand och Carl Næslund
- 1931 – Bror Holmberg
- 1932 – Erik Hulthén
- 1933 – Carl Kling
- 1934 – Nils Holmgren
- 1935 – Arne Westgren och Gregori Aminoff
- 1936 – Hugo Theorell
- 1937 – Erik Bäcklin och Oskar Klein
- 1938 – Sven Ekman
- 1939 – Erik Widmark
- 1940 – Arvid Hedvall och Arne Tiselius
- 1941 – Torsten Carleman och Bengt Edlén
- 1942 – Einar Hammarsten
- 1943 – Rudolf Florin och Gunnar Säve-Söderbergh
- 1944 – Gunnar Hägg
- 1945 – Torbjörn Caspersson
- 1946 – Hannes Alfvén och Nils Ryde
- 1947 – Nils Svedelius
- 1948 – Ragnar Granit
- 1949 – Ole Lamm och Harry von Eckermann
- 1950 – Priset ej utdelat.
- 1951 – Jörgen Lehmann
- 1952 – Erik Jarvik och John Runnström
- 1953 – Arne Fredga
- 1954 – Arne Engström
- 1955 – Hilding Köhler och Kai Siegbahn
- 1956 – Eric Hultén
- 1957 – Torsten Teorell
- 1958 – Erik Norin
- 1959 – Gudmund Borelius
- 1960 – Gunnar Blixt
- 1961 – Heinrich Skuja
- 1962 – Einar Stenhagen
- 1963 – Börje Uvnäs
- 1964 – Ivar Waller
- 1965 – Bertil Kullenberg
- 1966 – Sune Bergström
- 1967 – Lars Gunnar Sillén
- 1968 – Bengt Edlén
- 1969 – Ernst Bárány
- 1970 – Per Eric Lindahl
- 1971 – Stig Claesson
- 1972 – Peter Reichard
- 1973 – Per-Olov Löwdin och Olof Rydbeck
- 1974 – Nils Fries och Sven Hörstadius
- 1975 – Albert Levan
- 1976 – Jerker Porath
- 1977 – Kai Siegbahn
- 1978 – Eva och Georg Klein
- 1979 – Bengt Kihlman och Anders Rapp
- 1980 – Hans Ramberg och Eric Welin
- 1981 – Arvid Carlsson
- 1982 – Sven A.E. Johansson
- 1983 – Tore Hultin och Peter Perlmann
- 1984 – John Sjöquist och Lars Terenius
- 1985 – Stellan Hjertén
- 1986 – Ingemar Lundström
- 1987 – Viktor Mutt
- 1988 – Hans G. Boman
- 1989 – Mats Hillert och Richard A. Reyment
- 1990 – Torvard C. Laurent
- 1991 – Ingmar Bergström
- 1992 – Carl-Ivar Brändén och Tage Eriksson
- 1993 – Lore Zech
- 1994 – Jan Backman och Håkan Wennerström
- 1995 – Arne Johansson och Erik B. Karlsson
- 1996 – Karl-Erik Hagbarth
- 1997 – Malte Andersson
- 1998 – Jan Bergström och Gunnar von Heijne
- 1999 – Lennart Philipson och Jan Pontén
- 2000 – Sven Kullander
- 2001 – Birgitta Bergman
- 2002 – Bengt Westermark
- 2003 – Jan-Erling Bäckvall
- 2004 – Börje Johansson och Peter Stoica
- 2005 – Lars Olson
- 2006 – Karna Lidmar-Bergström och Thomas Nyström
- 2007 – Astrid Gräslund och Svante Björck
- 2008 – Kurt Nordström
- 2009 – Tord Ekelöf och Mats Leijon
- 2010 – Måns Ehrenberg
- 2011 – Ulf Landegren
- 2012 – Anders Lindroth och Bengt Mannervik
- 2013 – Olle Eriksson och Erik Hagersten
- 2014 – Leif Wide
- 2015 – Sandra Baldauf
- 2016 – Anders Hagfeldt och Auli Niemi
- 2017 – Leif Andersson och Kerstin Lindblad-Toh
- 2018 – Joseph Minahan och Maria Strömme
- 2019 – Per E. Ahlberg och Lars Holmer
- 2020 – Christer Betsholtz
- 2021 – Kristina Edström
- 2022 – Marika Edoff och Nikolai Piskunov
- 2023 – Dan I. Andersson och Lena Claesson-Welsh
- 2024 – Lars Tranvik[1]